# 懂球帝
懂球帝是一个足球資訊網站和App，由北京多格科技有限公司創辦，創始人為陈聪。

## 历史
2013年12月5日正式上线。
2016年底获得来自天星资本、红杉资本和苏宁的3.5亿C轮融资。
2018年10月，懂球帝APP月活跃用户量规模接近800万人。

## 争议事件

### 违规封禁
懂球帝曾因封禁其用户的账号而遭致争议。当时该用户在懂球帝的应用程序中指出推送错误，而后该用户的账号被封禁。而后有用户发声支持此被封号用户，同样被封号。此事引发大量用户表达不满。官方事后表示会对未有违规的用户解封。

## 外部連結
- 官方网站